# Аршак Теопатор Эвергет
Аршак Теопатор Эвергет — тронное имя царя Парфии, правившего в начале I века до н. э.
Личное имя этого царя, называющего себя на монетах Аршаком Теопатором Эвергетом — ΒΑΣΙΛΕΩΣ ΜΕΓΑΛΟΥ ΑΡΣΑΚΟΥ ΘΕΟΠΑΤΟΡΟΣ ΕΥΕΡΓΕΤΟΥ ΕΠΙΦΑΝΟΥΣ ΦΙΛΕΛΛΗΝΟΣ, неизвестно. Время его правления относится к так называемым «тёмным годам» в истории Парфии, о которых почти нет упоминания в источниках. Он сменил на престоле Орода I около 80 года до н. э. Как отметил Р. Л. Манасерян со ссылкой на Д. Сэллвуда, Теопатор Эвергет совершил поход в восточные земли Ирана, в частности в Маргиану, распространив на них свою власть, на что указывают надписи на нумизматическом материале. А. Бивар приписал проведение этого мероприятия Готарзу I. При этом из Маргианы были вытеснены скифы-сакарауки, возведшие затем в ходе своего крупномасштабного вторжения в 77 году до н. э. на трон Парфии своего ставленника Санатрука. По мнению Д. Сэллвуда, в Парфии одновременно правили несколько царей, что свидетельствует о состоянии политической раздробленности.
На протяжении всего его правления чеканились серебряные монеты, на аверсе которых размещен бюст правителя с новым типом прически, скрывающей уши.